# 明日を継ぐために
『明日を継ぐために』（あすをつぐために、A Better Life）は、2011年に公開されたアメリカ合衆国のドラマ映画。監督はクリス・ワイツ、出演はデミアン・ビチルとホセ・フリアンなど。ロサンゼルスを舞台にメキシコ系の不法移民の貧しい父と息子がよりよい未来のために奮闘する姿を描いている。第24回東京国際映画祭WORLD CINEMA部門出品作品。
主演のデミアン・ビチルが第84回アカデミー賞において主演男優賞にノミネートされるなど、高い評価を得ている。

## キャスト
- カルロス: デミアン・ビチル - ヒスパニック系の不法移民の庭師。
- ルイス: ホセ・フリアン（英語版） - カルロスの1人息子。

## 製作
本作はメキシコ系コミュニティに焦点を当てた物語であり、ハリウッド作品では珍しくほぼ全員がメキシコ系のキャストである。
リアリティを追求するため、元ギャング構成員で現在は牧師であるグレッグ・ボイルからアドバイスを受けている。

## 公開
北米ではサミット・エンターテインメントの配給で2011年6月24日に公開された。日本では2011年10月22日に第24回東京国際映画祭で公開された。

### 評価
本作は批評家には高評価された。Rotten Tomatoesでは98件のレビュー中85%が支持し、「フレッシュ」となった。主流の媒体の批評から100点満点の加重平均値をつけるMetacriticは30件で64点となった。『ニューヨーク・タイムズ』紙のマノーラ・ダルジスは「感動的でショッキングだ」と評した。『ローリング・ストーン』誌のピーター・トラヴァースは、「あなたを感動でぞくぞくさせる忘れられない映画」と評した。『エンターテインメント・ウィークリー』誌のデイヴ・カーガーは「デミアン・ビチルの素晴らしい演技がある強力なドラマ」と評し、「賞コンテンダー」と言われた。

### 受賞歴
| 賞                                 | 部門                           | 対象                 | 結果       |
| ---------------------------------- | ------------------------------ | -------------------- | ---------- |
| アカデミー賞                       | 主演男優賞                     | デミアン・ビチル     | ノミネート |
| インディペンデント・スピリット賞   | 主演男優賞                     | デミアン・ビチル     | ノミネート |
| ALMA賞                             | 作品賞                         | 『明日を継ぐために』 | 受賞       |
| ALMA賞                             | 男優賞                         | デミアン・ビチル     | ノミネート |
| ブラック・リール賞                 | 主演男優賞                     | デミアン・ビチル     | ノミネート |
| 全米映画俳優組合賞                 | 主演男優賞                     | デミアン・ビチル     | ノミネート |
| フェニックス映画批評家協会賞       | 見落とされた作品賞             | 『明日を継ぐために』 | 受賞       |
| ナショナル・ボード・オブ・レビュー | インディペンデント映画トップ10 | 『明日を継ぐために』 | N/A        |